# Arrol-Aster
L'Arrol-Aster è stata una casa automobilistica britannica, nata dalla fusione della Aster e della Arrol-Johnson. Fu attiva dal 1927 al 1931.

## Storia
L'Arrol-Aster nacque nel 1927 dalla fusione di due case britanniche, l'inglese Aster e la scozzese Arrol-Johnston. La produzione fu trasferita interamente nella sede della Arrol-Johnson a Dumfries, Scozia, e la fabbrica della Aster fu inizialmente mantenuta come semplice magazzino, per poi essere venduta alla Singer.
Inizialmente, furono mantenuti a listino modelli prodotti da entrambe le ditte e commercializzati col marchio Galloway, azienda basata anch'essa a Dumfries, ma già nel 1928 la produzione fu razionalizzata. Le vetture erano complesse e lussuose, e a causa degli elevati prezzi le vendite erano scarse, tanto che già nel 1929 l'azienda ebbe problemi coi creditori. La Arrol-Aster chiuse definitivamente nel 1931.
L'azienda raggiunse una certa notorietà nel 1929, avendo prodotto per conto di Malcolm Campbell la carrozzeria della Campbell-Napier-Arrol Aster Blue Bird, vettura che tentò senza successo la conquista del record di velocità. Nel 1931, anno della chiusura, schierò alla 24 Ore di Le Mans una propria vettura, motorizzata con un 6 cilindri in linea da 2.400 cm³. La vettura, portata in gara dai britannici Peter Hope e Johnson Jack H. Barlett, fu costretta al ritiro al 95º giro per problemi all'accensione.

## Modelli
- Aster 21/60 - 3.042 cm³, 6 cilindri in linea a valvole in testa (1927-1930)
- Aster 24/70 - 3.460 cm³, 6 cilindri in linea a valvole Sleeve (1927-1930)
- Arrol-Johnston 15/40 - 2.413 cm³, 4 cilindri in linea a valvole in testa (1927-1929)
- Arrol-Aster 17/50 - 2.370 cm³, 6 cilindri in linea a valvole Sleeve (1927-1930)
- Arrol-Aster 23/70 - 3.293 cm³, 8 cilindri in linea a valvole Sleeve (1929-1930)